# 8835 Annona
A 8835 Annona (ideiglenes jelöléssel 1989 SA3) a Naprendszer kisbolygóövében található aszteroida. Eric Walter Elst fedezte fel 1989. szeptember 26-án.